# La Ferté-en-Ouche
La Ferté-en-Ouche is een gemeente in het Franse departement Orne (regio Normandië). De plaats maakt deel uit van het arrondissement Mortagne-au-Perche. De gemeente telde 2.960 inwoners op 1 januari 2022.
De gemeente ligt in het Pays d'Ouche.

## Geschiedenis
La Ferté-en-Ouche is op 1 januari 2016 ontstaan door de fusie van de gemeenten Anceins, Bocquencé, Couvains, La Ferté-Frênel, Gauville, Glos-la-Ferrière, Heugon, Monnai, Saint-Nicolas-des-Laitiers en Villers-en-Ouche. 

## Geografie
De oppervlakte van La Ferté-en-Ouche bedroeg op 1 januari 2022 131,69 vierkante kilometer; de bevolkingsdichtheid was toen 22,5 inwoners per km².
Centraal door de gemeente stroomt de Charentonne.
In de gemeente liggen de dorpen Monnai, Heugon, Le Douet Arthus, Villers-en-Ouche, Saint-Nicolas-des-Laitiers, Anceins, Bocquencé, Couvains, Marnefer, Glos-la-Ferrière, La Ferté-Frênel en Gauville
Daarnaast liggen in de gemeente verschillende gehuchten, waaronder Ternant en Saucanne.

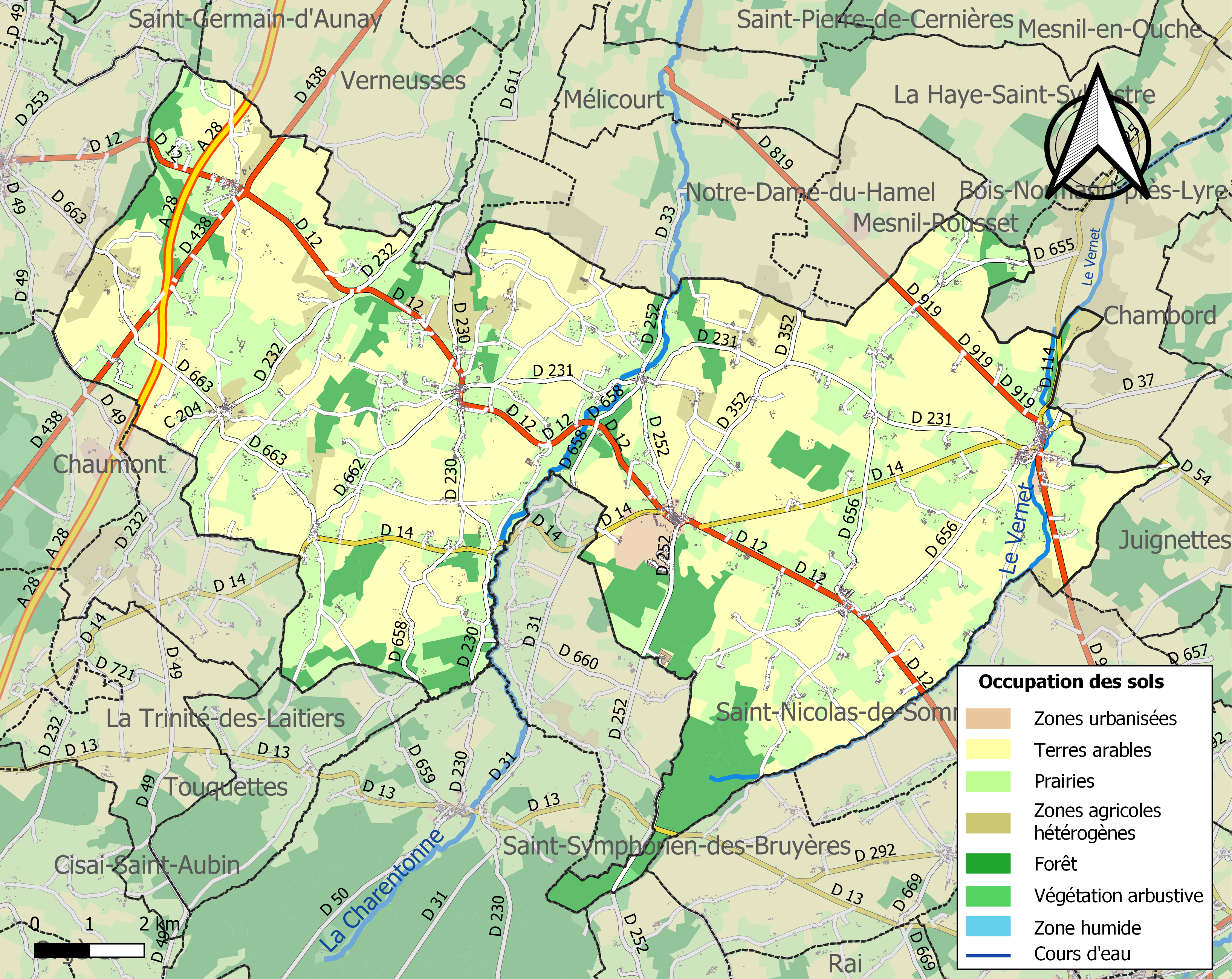
Kaart van de gemeente met belangrijkste infrastructuur, bodemgebruik en omliggende gemeenten

## Verkeer en vervoer
Door het noordwesten van de gemeente loopt de autosnelweg A28/E402, die hier echter geen op- en afrit heeft.
Anceins · Bocquencé · Couvains · La Ferté-Frênel · Gauville · Glos-la-Ferrière · Heugon · Monnai · Saint-Nicolas-des-Laitiers · Villers-en-Ouche